# Ås kirke, Vestre Toten
Ås kirke ligger i Bøverbru i Vestre Totens kommun i Vestland fylke i Norge.

## Kyrkobyggnaden
Första kyrkan på platsen var en stavkyrka. En träkyrka från år 1789, med korsformad planform, brann ner år 1915 efter ett åsknedslag. Stora delar av inredningen som kyrkbänkar, altartavla m.m. hann räddas av byborna innan kyrkan brann ned helt. Nuvarande kyrka, som är den fjärde på platsen, uppfördes 1921 efter ritningar av arkitekt Henry Bucher. Kyrkan har en stomme av sten och en korsformad planform. I kyrkorummet finns plats för 500 personer.
Cirka hundra meter nordväst om kyrkan finns rester av en gravplats.

## Inventarier
- Altartavlan är tillverkad år 1676 av församlingens präst Knut Sevaldsen Bang.
- Predikstolen är tillverkad år 1683 av Knud Sevaldsen Bang.
- Dopfunten är tillverkad år 1775.